# Idjuniving Island
Idjuniving Island – niezamieszkana wyspa w Cieśninie Davisa, w Archipelagu Arktycznym, w regionie Qikiqtaaluk, na terytorium Nunavut, w Kanadzie. W pobliżu Idjuniving Island znajdują się wyspy: Kekerturnak Island (6,3 km), Nunatsiaq Island (26 km) i Alikdjuak Island (36,4 km).